# Ратчабури
Ратчабури е една от 76-те провинции на Тайланд. Столицата ѝ е едноименния град Ратчабури. Населението на провинцията е 853 217 души (31 декември 2014) – 28-а по население, а площта 5196,5 кв. км (43-та по площ). Намира се в часова зона UTC+7. Разделена е на 10 района, които са разделени на 104 общини и 935 села.